# Cykl de Bruijna
Cykl de Bruijna rzędu n to cykliczny ciąg 0 i 1 długości {\displaystyle 2^{n}} w którym każdy podciąg kolejnych n elementów występuje dokładnie 1 raz.

## Przykład
Przykłady cykli de Bruijna dla małych wartości n:
```
n
1: 01
2: 0110
3: 01110100
4: 0000100110101111
```

Definicję cykli de Bruijna można rozszerzyć na liczniejsze alfabety niż {0,1}.